# Achird

## Achird
Achird (arabsky áchir – „poslední, konec“), také známý jako η Cassiopeiae, je vícenásobná hvězdná soustava nacházející se v souhvězdí Kasiopeji. Systém je od Země vzdálen přibližně 19,4 světelných let a jeho složky obíhají společné těžiště s periodou 480 let.

### Charakteristika
Achird je dvojhvězda, jejíž složky mají výrazný barevný kontrast.
Primární složka: η Cassiopeiae A
- Typ: žlutý trpaslík hlavní posloupnosti, spektrální typ G0 V.
- Povrchová teplota: 5 973 K.
- Svítivost: 1,23násobek svítivosti Slunce.
- Hmotnost: 97 % hmotnosti Slunce.

Sekundární složka: η Cassiopeiae B
- Typ: oranžový trpaslík, spektrální typ K7 V.
- Povrchová teplota: 4 036 K.
- Poloměr: 0,66násobek poloměru Slunce.
- Svítivost: 6 % svítivosti Slunce.

Obě složky obíhají společné těžiště po excentrické dráze (excentricita 0,497), přičemž jejich průměrná úhlová vzdálenost je 12 (přibližně 70 AU).

### Pozorování
Achird je snadno viditelný na severní polokouli a patří mezi nejbližší hvězdy dostupné amatérským astronomům. Barevný kontrast mezi žlutou a oranžovou složkou z něj činí zajímavý objekt pro pozorování dalekohledem s průměrem objektivu alespoň 5 cm.

### Kulturní význam
Jméno „Achird“ pochází z arabského výrazu označujícího „konec“. Systém je historicky znám díky své výrazné poloze v souhvězdí Kasiopeji, které je snadno rozpoznatelné díky svému tvaru „W“.